# Пауэлл, Дик
Дик Пауэлл (англ. Dick Powell, 14 ноября 1904 — 2 января 1963) — американский актёр, продюсер, кинорежиссёр и певец.

## Биография

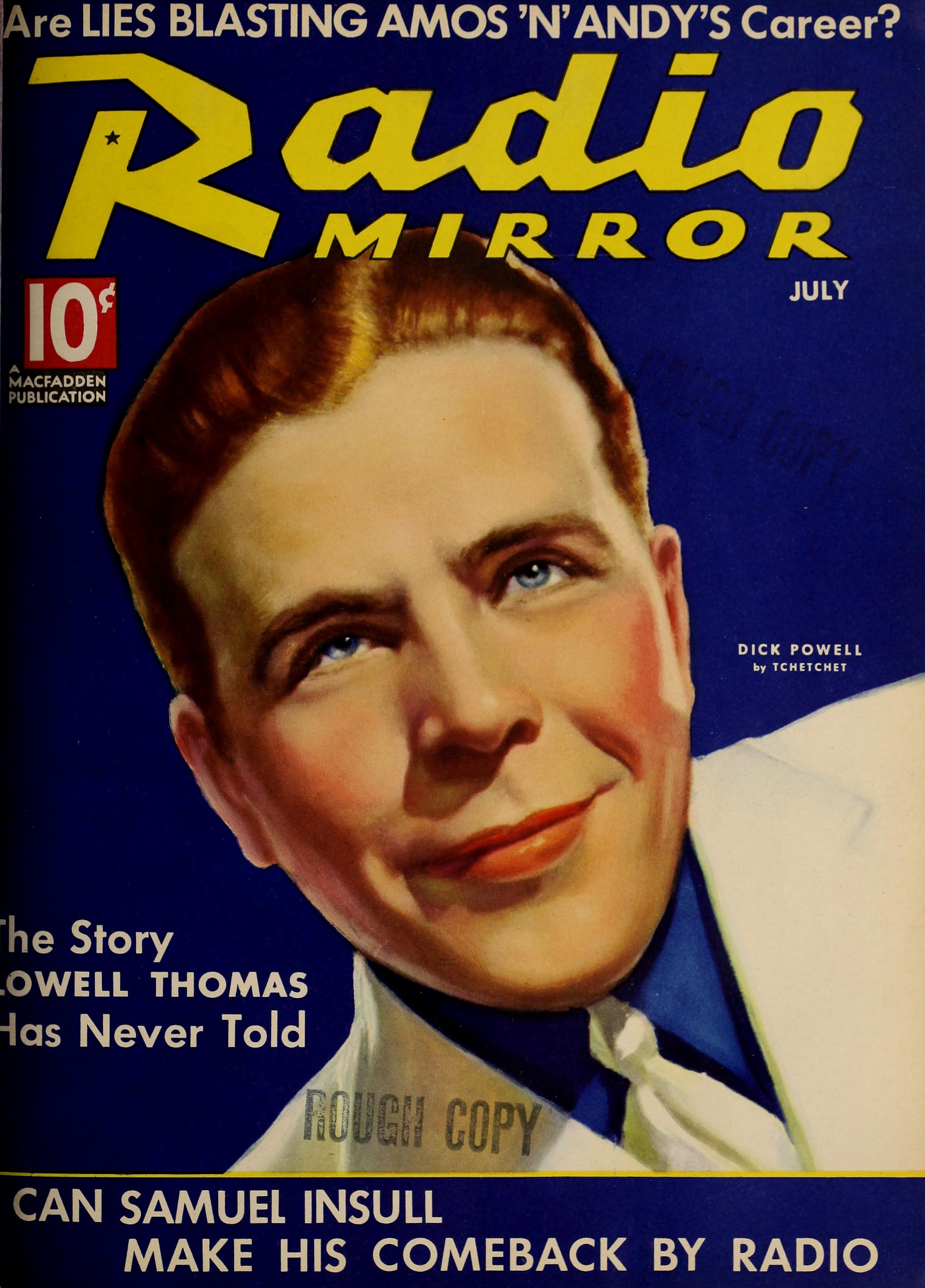
Дик Пауэлл обложка Radio Mirror, июль 1936, Виктор Чечет

Пауэлл посещал Little Rock College, прежде чем начать свою развлекательную карьеру в качестве певца для оркестра Чарли Дэвиса. Пик его популярности пришёлся на 1930-е годы, когда он был одной из самых ярких и востребованных звёзд американских киномюзиклов. В 1940-х годах его диапазон ролей расширился и в его фильмографии появились такие жанры как нуар («Убийство, моя милая» (1944), «Западня» (1948)), триллер («Загнанный в угол» (1945), «Высокая цель» (1951)) и комедия («Реформатор и рыжая голова» (1950)). На киноэкранах с ним периодически появлялись и его супруги — актрисы Джоан Блонделл (1936—1944) и Джун Эллисон (1945—1963).
С начала 1950-х годов Пауэлл показал себя и в качестве режиссёра, сняв несколько кинокартин, среди которых «Доля секунды» (1953), «Завоеватель» (1956) и «Под нами враг» (1957), которая была удостоена премии «Оскар» за лучшие спецэффекты. В конце того же десятилетия главной съёмочной площадкой для актёра стало телевидение, где он сыграл ряд ролей в телесериалах, а также выступил исполнительным продюсером собственного телешоу.
Дик Пауэлл умер от лимфомы в январе 1963 года в возрасте 58 лет. Его тело было кремировано, а прах захоронен в колумбарии кладбища Форест-Лаун в Глендейле, штат Калифорния. Актёр удостоен двух звёзд на голливудской «Аллее славы» за вклад в кино и телевидение.
Его смертельную болезнь связывают со съёмками фильма «Завоеватель» в Неваде близ Невадского испытательного полигона, где в 1953 году проходили испытания ядерного оружия. Всего в съёмках принимало участие 220 актёров и членов съёмочной группы, из которых к концу 1980-х годов, согласно журналу People, разными формами рака заболел 91 человек, из которых 46, включая Сьюзен Хэйворд, Джона Уэйна, Агнес Мурхед, Педро Армендариса, Дика Пауэлла не смогли победить болезнь.

## Избранная фильмография
| Год  |   | Русское название          | Оригинальное название     | Роль                  |
| ---- | - | ------------------------- | ------------------------- | --------------------- |
| 1933 | ф | 42-я улица                | 42nd Street               | Билли Лоуэлл          |
| 1935 | ф | Сон в летнюю ночь         | A Midsummer Night’s Dream | Лисандр               |
| 1938 | ф | Ковбой из Бруклина        | Cowboy from Brooklyn      | Элли Джордан          |
| 1940 | ф | Рождество в июле          | Christmas in July         | Джимми Макдональд     |
| 1944 | ф | Это случилось завтра      | It Happened Tomorrow      | Ларри Стивенс         |
| 1944 | ф | Это убийство, моя милочка | Murder, My Sweet          | Филип Марлоу          |
| 1945 | ф | Загнанный в угол          | Cornered                  | Лоренс Жерар          |
| 1947 | ф | Джонни О’Клок             | Johnny O’Clock            | Джонни О’Клок         |
| 1948 | ф | До края земли             | To the Ends of the Earth  | комиссар Майк Берроуз |
| 1948 | ф | Западня                   | Pitfall                   | Джон Форбс            |
| 1951 | ф | Крик об опасности         | Cry Danger                | Рокки Маллой          |
| 1952 | ф | Злые и красивые           | The Bad and the Beautiful | Джеймс Ли Бартлоу     |
| 1962 | с | Машина 54, где вы?        | Car 54, Where Are You?    |                       |